# زكريا (بابا الإسكندرية)
زكريا، بابا الإسكندرية وبطريرك الكرازة المرقسية للأقباط الأرثوذكس رقم 64، أصله من الإسكندرية. كان من مواليد الإسكندرية وكان كاهنًا هناك.
وفقًا لأبو المكارم، كتب في الربع الأخير من القرن الثاني عشر، أن زكريا كان آخر بطريرك الإسكندرية الذي أرسل رسائل إلى حكام النوبة وإثيوبيا، بعد أن منع الخليفة الفاطمي الحكيم من القيام بذلك. عمرو الله. ومع ذلك، إذا تلقى الخليفة أو وزيره خطابًا من أي من الحاكمين، فسيظل من واجب البطريرك كتابة الرد.
وأقام بطريركاً 27 سنة و11 شهراً و12 يوماً، في الفترة من 16 يناير 1004 حتى 4 يناير 1032.

## الوفاة
وتنيح وخلا الكرسي بعده شهران و15 يوماً. دفن البابا زكريا في كنيسة القديسة مريم (بابل الدرج) بالقاهرة القبطية.